# Effet Gruen
 (avril 2020).
Pour les articles homonymes, voir Gruen.

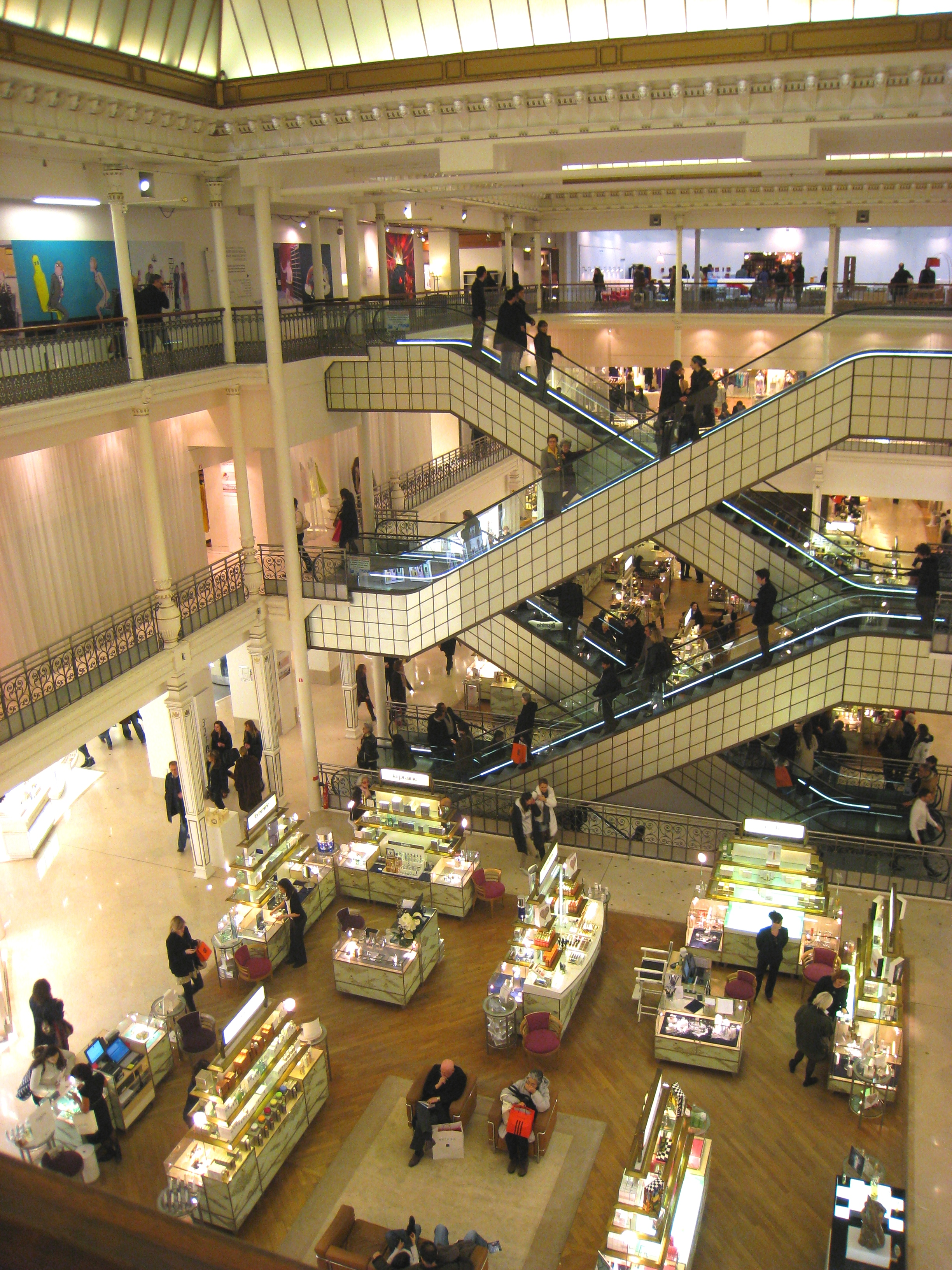
Vue intérieure des rayonnages du Bon Marché à Paris en 2008.

Dans la conception des centres commerciaux, l'effet Gruen (également connu sous le nom de transfert de Gruen) est le moment où les consommateurs entrent dans un centre commercial ou un magasin et, entourés par un aménagement intentionnellement déroutant, perdent le fil de leurs intentions initiales. 
L'effet Gruen rend les consommateurs plus susceptibles de faire des achats impulsifs et donc de dépenser plus. Il porte le nom de l'architecte autrichien Victor Gruen, qui a désavoué ces techniques de manipulation,,. 